# Куклиш
Куклиш (на македонска литературна норма: Куклиш) е село в община Струмица на Северна Македония.

## География
Селото е разположено на 2 km южно от Струмица и на практика е махала на града.

## Етимология
Етимологията на името е от кукла и наставка -иш. Сравнимо е с Черепиш.

## История
В края на ХVI век Куклиш е в състава на нахия Уструмджа, лива Кюстендил. През 1590 година след смъртта на тимариота Хюсеин, три части от селото са дадени като тимари от по 3000 акчета на Бекташоглу Иса, на Йомер и на Мехмед, син на Хюсеин.
През XIX век селото е чисто българско. В „Етнография на вилаетите Адрианопол, Монастир и Салоника“, издадена в Константинопол в 1878 година и отразяваща статистиката на населението от 1873 година, Куклиш (Coucliche) е посочено като село със 100 домакинства, като жителите му са 306 българи. Според статистиката на Васил Кънчов („Македония. Етнография и статистика“) от 1900 г. селото е населявано от 700 жители, всички българи християни.
В селото на 4 февруари 1904 година се води тежко сражение между чети на ВМОРО и редовна османска армия.
В началото на XX век цялото село е под върховенството на Българската екзархия. По данни на секретаря на екзархията Димитър Мишев („La Macédoine et sa Population Chrétienne“) през 1905 година в селото има 904 българи екзархисти. Там функционира българско училище.
В селото има комитет на ВМОРО, възстановен в края на 1909 година от Христо Чернопеев и Михаил Думбалаков.
При избухването на Балканската война трима души от Куклиш са доброволци в Македоно-одринското опълчение. Селото е освободено от османска власт от четите на Думбалаков и Хаджиманов, но по-късно е запалено от отстъпващите турски части.
| „ | Най-гордото село в Струмишко, бойната кула на революционния авангард в целия край, бе сега най-печалната картина на разрушението, едно димящо пепелище. | “ |

След Първата световна война селото попада в Сърбия.
Според преброяването от 2002 година селото има 2532 жители.
Според данните от преброяването през 2021 г. Куклиш има 2172 жители.
| Националност | Всичко |
| македонци    | 2074   |
| албанци      | 2      |
| турци        | 0      |
| роми         | 0      |
| власи        | 0      |
| сърби        | 0      |
| бошняци      | 0      |
| други        | 96     |

В селото има основно училище „Даме Груев“, църква „Свети Анастасий“, манастир „Свети 15 тивериополски мъченици“ и футболен клуб Кукла.

## Личности
Родени в Куклиш
- Георги Илиев (около 1883 – ?), македоно-одрински опълченец, 2-ра рота на 10-а прилепска дружина[13]
- Георги Митушев Кръстев (1876 – след 1943), български революционер, деец на ВМРО
- Гоно Манчов (? – 1923), български революционер, деец на ВМРО, загинал в сражение със сръбска войска[14]
- Димитър Янев Велков, български революционер, деец на ВМРО, четник в Струмишката чета на Панделия Стоянов[15][16]
- Илия Костов (1875 – след 1943), български революционер, деец на ВМОРО и ВМРО
- Кольо Донев (1874 – след 1943), български революционер, деец на ВМОРО и ВМРО
- Костадин Стоянов, македоно-одрински опълченец, 4-та рота на 8-а костурска дружина[17]
- Миле Димитров (о. 1893 – ?), македоно-одрински опълченец, 2-ра рота на 5-а одринска дружина[18]
- Милчо Дървошанов, български революционер, куриер и милиционер на ВМОРО
- Панде Църнгаров (? – 1924), български революционер, председател на Струмишкия окръжен революционен комитет на ВМРО през 1921 година[19]
- Пандо Атанасов, български революционер, деец на ВМРО[20]
- Пандо Коцев (1896 – 1924), български революционер
- Симеон Туманов (р. 1943), югославски офицер, генерал-майор

Починали в Куклиш
- Никола Георгев Колев (1920 – 1944), български военен, подофицер, загинал през Втората световна война[21]